# FA Cup 1965/66
Der FA Cup 1965/66 war die 85. Austragung des The Football Association Challenge Cup (meist als FA Cup bekannt).
Der Pokalwettbewerb startete mit der Qualifikation zwischen dem 4. September 1965 und dem 20. Oktober 1965. Die Hauptrunde begann anschließend ab dem 13. November 1965 und endete mit dem Finale in Wembley in London am 14. Mai 1966 vor einer Kulisse von offiziell 100.000 Zuschauern. Sieger des Wettbewerbs wurde zum dritten Mal der FC Everton. Unterlegener Finalist war Sheffield Wednesday.

## Wettbewerb

### Erste Hauptrunde
| Datum             |                        | Ergebnis |                        |
| ----------------- | ---------------------- | -------- | ---------------------- |
| 13. November 1965 | AFC Bournemouth        | 0:0      | FC Weymouth            |
| 13. November 1965 | FC Aldershot           | 2:1      | Wellingborough Town    |
| 13. November 1965 | FC Altrincham          | 6:0      | FC Scarborough         |
| 13. November 1965 | FC Barnet              | 0:2      | FC Dartford            |
| 13. November 1965 | AFC Barrow             | 1:2      | Grimsby Town           |
| 13. November 1965 | Bath City              | 2:0      | AFC Newport County     |
| 13. November 1965 | Bradford Park Avenue   | 2:3      | Hull City              |
| 13. November 1965 | FC Brentford           | 2:1      | Yeovil Town            |
| 13. November 1965 | Brighton & Hove Albion | 10:1     | Wisbech Town           |
| 13. November 1965 | FC Chesterfield        | 0:2      | FC Chester             |
| 13. November 1965 | Colchester United      | 3:3      | Queens Park Rangers    |
| 13. November 1965 | Corby Town             | 6:3      | Burton Albion          |
| 13. November 1965 | Corinthian-Casuals FC  | 1:5      | FC Watford             |
| 13. November 1965 | Crewe Alexandra        | 3:0      | Scunthorpe United      |
| 13. November 1965 | FC Darlington          | 3:2      | Bradford City          |
| 13. November 1965 | Doncaster Rovers       | 2:2      | Wigan Athletic         |
| 13. November 1965 | Exeter City            | 1:2      | Bedford Town           |
| 13. November 1965 | FC Fleetwood           | 2:2      | AFC Rochdale           |
| 13. November 1965 | AFC Gateshead          | 4:2      | Crook Town             |
| 13. November 1965 | FC Gillingham          | 1:2      | FC Folkestone          |
| 13. November 1965 | Grantham Town          | 4:1      | FC Hendon              |
| 13. November 1965 | Guildford City         | 2:2      | Wycombe Wanderers      |
| 13. November 1965 | Hartlepools United     | 3:1      | AFC Workington         |
| 13. November 1965 | FC Leytonstone         | 0:1      | Hereford United        |
| 13. November 1965 | Lincoln City           | 1:3      | FC Barnsley            |
| 13. November 1965 | Mansfield Town         | 1:3      | Oldham Athletic        |
| 13. November 1965 | FC Millwall            | 3:1      | FC Wealdstone          |
| 13. November 1965 | Oxford United          | 2:2      | Port Vale              |
| 13. November 1965 | Peterborough United    | 2:1      | Kidderminster Harriers |
| 13. November 1965 | FC Reading             | 3:2      | Bristol Rovers         |
| 13. November 1965 | FC Romford             | 1:1      | Luton Town             |
| 13. November 1965 | Shrewsbury Town        | 2:1      | Torquay United         |
| 13. November 1965 | FC South Shields       | 3:1      | York City              |
| 13. November 1965 | Southend United        | 3:1      | Notts County           |
| 13. November 1965 | FC Southport           | 2:0      | Halifax Town           |
| 13. November 1965 | Swindon Town           | 5:1      | Merthyr Town           |
| 13. November 1965 | Tranmere Rovers        | 0:1      | Stockport County       |
| 13. November 1965 | FC Walsall             | 6:3      | Swansea Town           |
| 13. November 1965 | FC Wimbledon           | 4:1      | Gravesend & Northfleet |
| 13. November 1965 | AFC Wrexham            | 4:1      | FC South Liverpool     |

#### Wiederholungsspiele
| Datum             |                     | Ergebnis |                   |
| ----------------- | ------------------- | -------- | ----------------- |
| 15. November 1965 | Port Vale           | 3:2      | Oxford United     |
| 17. November 1965 | Queens Park Rangers | 4:0      | Colchester United |
| 17. November 1965 | AFC Rochdale        | 5:0      | FC Fleetwood      |
| 17. November 1965 | FC Weymouth         | 1:4      | AFC Bournemouth   |
| 17. November 1965 | Wigan Athletic      | 3:1      | Doncaster Rovers  |
| 17. November 1965 | Wycombe Wanderers   | 0:1      | Guildford City    |
| 18. November 1965 | Luton Town          | 1:0      | FC Romford        |

### Zweite Hauptrunde
| Datum            |                        | Ergebnis |                     |
| ---------------- | ---------------------- | -------- | ------------------- |
| 4. Dezember 1965 | AFC Bournemouth        | 5:3      | Bath City           |
| 4. Dezember 1965 | FC Aldershot           | 0:2      | FC Walsall          |
| 4. Dezember 1965 | FC Barnsley            | 1:1      | Grimsby Town        |
| 4. Dezember 1965 | Brighton & Hove Albion | 1:1      | Bedford Town        |
| 4. Dezember 1965 | FC Chester             | 2:1      | Wigan Athletic      |
| 4. Dezember 1965 | Corby Town             | 2:2      | Luton Town          |
| 4. Dezember 1965 | Crewe Alexandra        | 3:1      | FC South Shields    |
| 4. Dezember 1965 | FC Darlington          | 0:1      | Oldham Athletic     |
| 4. Dezember 1965 | AFC Gateshead          | 0:4      | Hull City           |
| 4. Dezember 1965 | Grantham Town          | 1:6      | Swindon Town        |
| 4. Dezember 1965 | Hartlepools United     | 2:0      | AFC Wrexham         |
| 4. Dezember 1965 | Hereford United        | 1:0      | FC Millwall         |
| 4. Dezember 1965 | Port Vale              | 1:0      | FC Dartford         |
| 4. Dezember 1965 | Queens Park Rangers    | 3:0      | Guildford City      |
| 4. Dezember 1965 | FC Reading             | 5:0      | FC Brentford        |
| 4. Dezember 1965 | Shrewsbury Town        | 3:2      | Peterborough United |
| 4. Dezember 1965 | Southend United        | 2:1      | FC Watford          |
| 4. Dezember 1965 | FC Southport           | 3:3      | Stockport County    |
| 4. Dezember 1965 | FC Wimbledon           | 0:1      | FC Folkestone       |
| 8. Dezember 1965 | AFC Rochdale           | 1:3      | FC Altrincham       |

#### Wiederholungsspiele
| Datum             |                  | Ergebnis |                        |
| ----------------- | ---------------- | -------- | ---------------------- |
| 6. Dezember 1965  | Bedford Town     | 2:1      | Brighton & Hove Albion |
| 7. Dezember 1965  | Luton Town       | 0:1      | Corby Town             |
| 8. Dezember 1965  | Grimsby Town     | 2:0      | FC Barnsley            |
| 13. Dezember 1965 | Stockport County | 0:2      | FC Southport           |

### Dritte Hauptrunde
| Datum           |                         | Ergebnis |                      |
| --------------- | ----------------------- | -------- | -------------------- |
| 22. Januar 1966 | AFC Bournemouth         | 1:1      | FC Burnley           |
| 22. Januar 1966 | Aston Villa             | 1:2      | Leicester City       |
| 22. Januar 1966 | Bedford Town            | 2:1      | Hereford United      |
| 22. Januar 1966 | Birmingham City         | 3:2      | Bristol City         |
| 22. Januar 1966 | Blackburn Rovers        | 3:0      | FC Arsenal           |
| 22. Januar 1966 | FC Blackpool            | 1:1      | Manchester City      |
| 22. Januar 1966 | Bolton Wanderers        | 3:0      | West Bromwich Albion |
| 22. Januar 1966 | Carlisle United         | 3:0      | Crystal Palace       |
| 22. Januar 1966 | Charlton Athletic       | 2:3      | Preston North End    |
| 22. Januar 1966 | FC Chester              | 1:3      | Newcastle United     |
| 22. Januar 1966 | Derby County            | 2:5      | Manchester United    |
| 22. Januar 1966 | FC Everton              | 3:0      | AFC Sunderland       |
| 22. Januar 1966 | FC Folkestone           | 1:5      | Crewe Alexandra      |
| 22. Januar 1966 | Grimsby Town            | 0:0      | FC Portsmouth        |
| 22. Januar 1966 | Hull City               | 1:0      | FC Southampton       |
| 22. Januar 1966 | Leeds United            | 6:0      | FC Bury              |
| 22. Januar 1966 | Leyton Orient           | 1:3      | Norwich City         |
| 22. Januar 1966 | FC Liverpool            | 1:2      | FC Chelsea           |
| 22. Januar 1966 | Northampton Town        | 1:2      | Nottingham Forest    |
| 22. Januar 1966 | Oldham Athletic         | 2:2      | West Ham United      |
| 22. Januar 1966 | Plymouth Argyle         | 6:0      | Corby Town           |
| 22. Januar 1966 | Queens Park Rangers     | 0:0      | Shrewsbury Town      |
| 22. Januar 1966 | FC Reading              | 2:3      | Sheffield Wednesday  |
| 22. Januar 1966 | Rotherham United        | 3:2      | Southend United      |
| 22. Januar 1966 | Sheffield United        | 3:1      | FC Fulham            |
| 22. Januar 1966 | FC Southport            | 0:0      | Ipswich Town         |
| 22. Januar 1966 | Stoke City              | 0:2      | FC Walsall           |
| 22. Januar 1966 | Swindon Town            | 1:2      | Coventry City        |
| 22. Januar 1966 | Tottenham Hotspur       | 4:0      | FC Middlesbrough     |
| 22. Januar 1966 | Wolverhampton Wanderers | 5:0      | FC Altrincham        |
| 24. Januar 1966 | Huddersfield Town       | 3:1      | Hartlepools United   |
| 26. Januar 1966 | Cardiff City            | 2:1      | Port Vale            |

#### Wiederholungsspiele
| Datum           |                 | Ergebnis |                     |
| --------------- | --------------- | -------- | ------------------- |
| 24. Januar 1966 | Manchester City | 3:1      | FC Blackpool        |
| 24. Januar 1966 | West Ham United | 2:1      | Oldham Athletic     |
| 25. Januar 1966 | FC Burnley      | 7:0      | AFC Bournemouth     |
| 25. Januar 1966 | Ipswich Town    | 2:3      | FC Southport        |
| 26. Januar 1966 | FC Portsmouth   | 1:3      | Grimsby Town        |
| 26. Januar 1966 | Shrewsbury Town | 1:0      | Queens Park Rangers |

### Vierte Hauptrunde
| Datum            |                         | Ergebnis |                     |
| ---------------- | ----------------------- | -------- | ------------------- |
| 12. Februar 1966 | Bedford Town            | 0:3      | FC Everton          |
| 12. Februar 1966 | Birmingham City         | 1:2      | Leicester City      |
| 12. Februar 1966 | Bolton Wanderers        | 1:1      | Preston North End   |
| 12. Februar 1966 | FC Chelsea              | 1:0      | Leeds United        |
| 12. Februar 1966 | Crewe Alexandra         | 1:1      | Coventry City       |
| 12. Februar 1966 | Hull City               | 2:0      | Nottingham Forest   |
| 12. Februar 1966 | Manchester City         | 2:0      | Grimsby Town        |
| 12. Februar 1966 | Manchester United       | 0:0      | Rotherham United    |
| 12. Februar 1966 | Newcastle United        | 1:2      | Sheffield Wednesday |
| 12. Februar 1966 | Norwich City            | 3:2      | FC Walsall          |
| 12. Februar 1966 | Plymouth Argyle         | 0:2      | Huddersfield Town   |
| 12. Februar 1966 | Shrewsbury Town         | 0:0      | Carlisle United     |
| 12. Februar 1966 | FC Southport            | 2:0      | Cardiff City        |
| 12. Februar 1966 | Tottenham Hotspur       | 4:3      | FC Burnley          |
| 12. Februar 1966 | West Ham United         | 3:3      | Blackburn Rovers    |
| 12. Februar 1966 | Wolverhampton Wanderers | 3:0      | Sheffield United    |

#### Wiederholungsspiele
| Datum            |                   | Ergebnis |                   |
| ---------------- | ----------------- | -------- | ----------------- |
| 14. Februar 1966 | Coventry City     | 4:1      | Crewe Alexandra   |
| 14. Februar 1966 | Preston North End | 3:2      | Bolton Wanderers  |
| 15. Februar 1966 | Carlisle United   | 1:1      | Shrewsbury Town   |
| 15. Februar 1966 | Rotherham United  | 0:1      | Manchester United |
| 16. Februar 1966 | Blackburn Rovers  | 4:1      | West Ham United   |
| 21. Februar 1966 | Shrewsbury Town   | 4:3      | Carlisle United   |

### Fünfte Hauptrunde
| Datum        |                         | Ergebnis |                     |
| ------------ | ----------------------- | -------- | ------------------- |
| 5. März 1966 | FC Chelsea              | 3:2      | Shrewsbury Town     |
| 5. März 1966 | FC Everton              | 3:0      | Coventry City       |
| 5. März 1966 | Huddersfield Town       | 1:2      | Sheffield Wednesday |
| 5. März 1966 | Hull City               | 2:0      | FC Southport        |
| 5. März 1966 | Manchester City         | 2:2      | Leicester City      |
| 5. März 1966 | Norwich City            | 2:2      | Blackburn Rovers    |
| 5. März 1966 | Preston North End       | 2:1      | Tottenham Hotspur   |
| 5. März 1966 | Wolverhampton Wanderers | 2:4      | Manchester United   |

#### Wiederholungsspiele
| Datum        |                  | Ergebnis |                 |
| ------------ | ---------------- | -------- | --------------- |
| 9. März 1966 | Blackburn Rovers | 3:2      | Norwich City    |
| 9. März 1966 | Leicester City   | 0:1      | Manchester City |

### Sechste Hauptrunde
| Datum         |                   | Ergebnis |                     |
| ------------- | ----------------- | -------- | ------------------- |
| 26. März 1966 | Blackburn Rovers  | 1:2      | Sheffield Wednesday |
| 26. März 1966 | FC Chelsea        | 2:2      | Hull City           |
| 26. März 1966 | Manchester City   | 0:0      | FC Everton          |
| 26. März 1966 | Preston North End | 1:1      | Manchester United   |

#### Wiederholungsspiele
| Datum         |                   | Ergebnis |                   |
| ------------- | ----------------- | -------- | ----------------- |
| 29. März 1966 | FC Everton        | 0:0      | Manchester City   |
| 30. März 1966 | Manchester United | 3:1      | Preston North End |
| 31. März 1966 | Hull City         | 1:3      | FC Chelsea        |
| 5. April 1966 | FC Everton        | 2:0      | Manchester City   |

### Halbfinale
Die beiden Spiele wurden am 23. April 1966 ausgetragen.
|                     | Ergebnis |                   | Ort        |
| ------------------- | -------- | ----------------- | ---------- |
| FC Everton          | 1:0      | Manchester United | Bolton     |
| Sheffield Wednesday | 2:0      | FC Chelsea        | Birmingham |

### Finale
| FC Everton                                | FC Everton | Sheffield Wednesday | Sheffield Wednesday |
| ----------------------------------------- | --- | --- | ------------------- |
| FC Everton                                | \| Finale \| \| Samstag, 14. Mai 1966 in London (Wembley) \| \| Ergebnis: 3:2 (0:1) \| \| Zuschauer: 100.000 \| \| Schiedsrichter: Jack Taylor \| \| Spielbericht \|                  | \| Finale \| \| Samstag, 14. Mai 1966 in London (Wembley) \| \| Ergebnis: 3:2 (0:1) \| \| Zuschauer: 100.000 \| \| Schiedsrichter: Jack Taylor \| \| Spielbericht \|      | Sheffield Wednesday |
| FC Everton                                | Gordon West – Tommy Wright, Ray Wilson – Jimmy Gabriel, Brian Labone, Brian Harris – Alex Scott, Mike Trebilcock, Alex Young, Colin Harvey, Derek Temple Cheftrainer: Harry Catterick | Ron Springett – Wilf Smith, Don Megson – Peter Eustace, Sam Ellis, Gerry Young – Graham Pugh, John Fantham, Jim McCalliog, David Ford, John Quinn Cheftrainer: Alan Brown | Sheffield Wednesday |
| FC Everton                                | 1:2 Mike Trebilcock (59.) 2:2 Mike Trebilcock (64.) 3:2 Derek Temple (74.) | 0:1 Jim McCalliog (4.) 0:2 David Ford (57.) | Sheffield Wednesday |
| Finale                                    | | |                     |
| Samstag, 14. Mai 1966 in London (Wembley) | | |                     |
| Ergebnis: 3:2 (0:1)                       | | |                     |
| Zuschauer: 100.000                        | | |                     |
| Schiedsrichter: Jack Taylor               | | |                     |
| Spielbericht                              | | |                     |